# Botë e padukshme
Botë e padukshme é um filme dramático albanês de 1987, produzido e dirigido por Kristaq Dhamo, com o auxílio de Vath Koreshi.

## Elenco
- Eva Alikaj
- Roza Anagnosti
- Vangjel Heba
- Robert Ndrenika
- Stavri Shkurti
- Kristaq Skrami